# Actocetor toniatabae
Actocetor toniatabae är en tvåvingeart som beskrevs av Canzoneri 1981. Actocetor toniatabae ingår i släktet Actocetor och familjen vattenflugor. Inga underarter finns listade i Catalogue of Life.